# Marianne Lake
Marianne Lake ist eine britisch-amerikanische Bankerin. Sie ist CEO im Bereich Konsumkredit der Bank JPMorgan Chase und laut Forbes auf Platz 35 auf der Liste der mächtigsten Frauen der Welt. Sie wird als mögliche Nachfolgerin von James Dimon gehandelt.

## Leben
Marianne Lake hat einen Bachelor in Physik der University of Reading. Sie startete ihre Karriere bei PricewaterhouseCoopers International. Von 2012 bis 2019 war Lake Finanzchefin von JPMorgan Chase.